# John Doeg
John Thomas Godfray Hope Doeg, Johnny Doeg (ur. 7 grudnia 1908 w Guaymas, zm. 27 kwietnia 1978 w Redding) – amerykański tenisista, zwycięzca mistrzostw USA w grze pojedynczej i podwójnej.
Pochodził z rodziny o dużych tradycjach tenisowych – jego matka, Violet (z domu Sutton), była mistrzynią Południowej Kalifornii, ciotka May Sutton Bundy mistrzynią USA i pierwszą amerykańską triumfatorką Wimbledonu, cioteczna siostra Dorothy Cheney (córka May Sutton Bundy) mistrzynią Australii.

## Kariera tenisowa
Wychowywał się w Kalifornii, w 1926 roku zdobył mistrzostwo USA do lat 18. Rok później po raz pierwszy został sklasyfikowany w czołowej dziesiątce rankingu amerykańskiego.
Najlepsze wyniki osiągnął w 1930 roku, kiedy był w półfinale Wimbledonu (przegrał z Wilmerem Allisonem), a następnie triumfował w mistrzostwach USA. W finale Doeg pokonał Franka Shieldsa 10:8, 1:6, 6:4, 16:14, asem broniąc piłki setowej dla rywala w czwartym secie przy stanie 13:14.
Był czwartym leworęcznym mistrzem USA, po Bobie Wrennie, Bealsie Wrighcie i Lindleyu Murrayu. W 1929 i 1930 roku zdobył także tytuł mistrzowski w deblu, występując w parze z George'em Lottem. W 1930 roku para ta dotarła do finału Wimbledonu, w którym lepsi okazali się inni Amerykanie, Wilmer Allison i John Van Ryn.
Rezultaty osiągnięte w 1930 dały Doegowi pozycję lidera w rankingu amerykańskim, a także 4. pozycję na świecie w nieoficjalnym rankingu The Daily Telegraph.
W 1930 roku wystąpił także raz w reprezentacji USA w Pucharze Davisa. Rozegrał jeden mecz singlowy (wygrany), zabrakło go jednak w finale przeciwko Francji, który przyniósł kolejny raz obronę trofeum przez Francuzów (USA reprezentowali w grze pojedynczej Tilden i Lott, w grze podwójnej Allison i Van Ryn).
W 1962 roku został wpisany do Międzynarodowej Tenisowej Galerii Sławy.

### Finały w turniejach wielkoszlemowych

#### Gra pojedyncza (1–0)
| Końcowy wynik | Nr | Data | Turniej                                | Nawierzchnia | Przeciwnik    | Wynik finału          |
| ------------- | -- | ---- | -------------------------------------- | ------------ | ------------- | --------------------- |
| Zwycięzca     | 1. | 1930 | U.S. National Championships, Nowy Jork | Trawiasta    | Frank Shields | 10:8, 1:6, 6:4, 16:14 |

#### Gra podwójna (2–1)
| Końcowy wynik | Nr | Data | Turniej                                | Nawierzchnia | Partner     | Przeciwnicy                 | Wynik finału              |
| ------------- | -- | ---- | -------------------------------------- | ------------ | ----------- | --------------------------- | ------------------------- |
| Zwycięzca     | 1. | 1929 | U.S. National Championships, Nowy Jork | Trawiasta    | George Lott | Berkeley Bell Lewis White   | 10:8, 16:14, 6:1          |
| Finalista     | 1. | 1930 | Wimbledon, Londyn                      | Trawiasta    | George Lott | Wilmer Allison John Van Ryn | 3:6, 3:6, 2:6             |
| Zwycięzca     | 2. | 1930 | U.S. National Championships, Nowy Jork | Trawiasta    | George Lott | Wilmer Allison John Van Ryn | 8:6, 6:3, 3:6, 13:15, 6:4 |